# میانی (موسیقی)

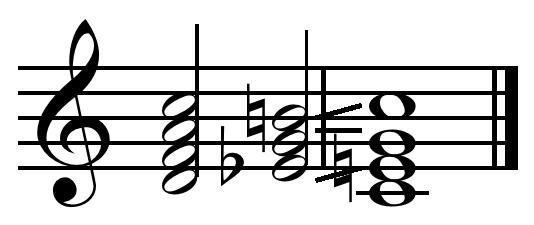
یک فرود با گذر از نت میانی به نت پایه.

در تئوری موسیقی، میانی، مِدیانت (انگلیسی: Mediant) یا میانین، سومین درجه () از یک گام دیاتونیک است که بین پایه و نمایان قرار می‌گیرد.

## شرح
در سیستم سلفژخوانی متحرک، «میانی» نت واسطه خوانده می‌شود و در حالی که نت نمایان، پنجم درست باقی می‌ماند، «میانی» (نت می) می‌تواند بین سوم بزرگ و کوچک متغیر باشد.
تحلیل‌گران موسیقی، نت میانی آکورد را نتی گسترش یافته و قوی می‌دانند، زیرا آنها دارای دو تن مشترک هستند. از طرف دیگر در یک نظریهٔ آلمانی که از تحلیل هوگو ریمان گرفته شده‌است، نت میانی، پایهٔ و واسطهٔ اصلی برای گام موازی در ماژور (می بمل ماژور) و مینور (می مینور) در نظر گرفته می‌شود.
- آکورد میانی در گام ماژور (به رنگ قرمز):

- آکورد میانی در گام مینور:

## تحلیل
در تجزیه و تحلیل عددنویسی رومی، «میانی» به‌عنوان آکورد واسطه می‌تواند شکل‌های مختلفی داشته باشد. در گام‌های ماژور، یک آکورد واسطهٔ مینور است که با عددنویسی رومی (iii) نشان داده می‌شود. در گام‌های مینور، واسطهٔ یک آکورد ماژور است که نماد آن شمارهٔ (III) است. همچنین در مینور هارمونیک و ملودیک درجهٔ هفتم گام با تغییر نیم‌پرده‌ای از زیرپایه (♭)، به محسوس (♮)، یک آکورد افزوده ایجاد می‌شود و با نماد +III (♭) نشان داده می‌شود.
اصطلاح «میانی»، همچنین به رابطه بین کلیدهای موسیقی نیز اشاره دارد. به‌عنوان مثال، لا مینور گام نسبی دو ماژور است و اغلب در میان وصل به آکوردهای درجات یک (I) و پنج (V) گام جای می‌گیرد (به‌همین دلیل «میانی» نام گرفته‌است). ساخت نت پایه (یا تونیک‌سازی) برای مدولاسیون با آکورد میانی (درجه III)، بسیار معمول است و معمولاً برای تم دوم و در فرم سونات از آن استفاده می‌شود، زیرا تونیک‌سازی در گام مینور روی درجه سوم (III)، بسیار آسان است اما تونیک‌سازی در گام ماژور و در هارمونی اولیهٔ موسیقی دوره کلاسیک روی درجه سوم (III) خیلی کمیاب است و در مقایسه با گام مینور، این نوع مدولاسیون در ماژورها معمولاً روی درجهٔ پنجم (V) گام اتفاق می‌افتاد که در اواخر دورهٔ هایدن، موتسارت و دورهٔ میانیِ آهنگسازی بتهوون، گسترش بیشتری پیدا کرد. تونیک‌سازی روی درجه سوم (میانی) گام در موسیقی رمانتیک، یکی از ویژگی‌های مهم این دوره است.